# أحمد بديعة
أحمد رضي بديعة ممثل لبناني، ولد في مدينة طرابلس في 25 فبراير 1920. بدأ مسيرته الفنية عام 1942 في مسرحيات ومسلسلات تاريخية، ثم انضم إلى أسرة تلفزيون لبنان. التحق للعمل بفرقة الزهراء المسرحية، كما شارك في تأسيس فرقة الطليعة. بجانب عمله المسرحي، عمل بديعة في الدراما التليفزيونية، حيث شارك في مسلسلات عدة من بينها مغامرات نادر، وسمرا، المغامرة، والبخلاء. وتُوفي في 12 نوفمبر 2009.

## أعماله التليفزيونية
- مغامرات نادر
- سمرا
- المغامرة
- البخلاء
- فارس ونجود
- غرباء
- البؤساء
- عنتر بن شداد

## روابط خارجية
- أحمد بديعة على موقع قاعدة بيانات الأفلام العربية